# Eta del Cigne
Eta del Cigne (η Cygni) és un estel en la constel·lació del Cigne de magnitud aparent +3,88. Es troba a 135 anys llum de distància del Sistema solar.
Eta Cygni és una gegant taronja de tipus espectral K0III amb una temperatura efectiva de 4775 K. És 54 vegades més lluminosa que el Sol i, com la major part dels estels del nostre entorn, és un estel del disc fi. Té un radi 10,5 vegades més gran que el radi solar i una massa just per sota de 2,5 masses solars. Presenta una metal·licitat —abundància relativa d'elements més pesats que l'heli— comparable a la del Sol ([Fe/H] = +0,04).
Sembla no existir consens quant a l'edat d'Eta Cygni, doncs mentre una font li assigna una edat de 750 milions d'anys, una altra eleva aquesta xifra fins als 1650 milions d'anys. En qualsevol cas, és un estel estable en el nucli del qual l'heli es fusiona en carboni i Oxigen. Es pensa que la fusió del seu hidrogen intern va concloure fa uns 50 milions d'anys.
Eta Cygni és un estel binari l'acompanyant del qual, de magnitud aparent +12,0, està visualment separat d'ell 7,4 segons d'arc. Aquesta acompanyant pot ser una nana vermella amb la meitat de massa del Sol, la separació del qual respecte a la gegant és d'almenys 325 UA. El seu període orbital supera els 3500 anys.